# ابراهیم اینانلو
ابراهیم اینانلو (متولد ۱۳ اردیبهشت ۱۳۵۹) عضو سابق تیم ملی تیراندازی جمهوری اسلامی ایران و مربی سابق تیم ملی تیراندازی تفنگ می‌باشد. وی هم‌اکنون به عنوان سرمربی تیم ملی تیراندازی اندونزی فعالیت می‌کند.ایشان یک دختر به نام سدنا‌ اینانلو دارد. ابراهیم یک برادر و سه خواهر دارد. 
اسم برادر او محمدرضا اینانلو عضو سابق تیم ملی قایقرانی دراگون بت است.

## مربیگری در تیم ملی تیراندازی ایران
اینانلو از سال ۱۳۸۹ تا سال ۱۳۹۸ به عنوان مربی و سرمربی در تیم ملی تیراندازی ایران فعالیت کرد و در این مدت دستیار مربیانی چون لازلو سوچک، و گوران ماکسیموویچ بود و خود نیز برای مدتی به عنوان سرمربی در تیم ملی ایران فعالیت کرد و توانست افتخارات زیادی را در مدت حضور و مربیگری در تیم ملی به دست آورد.

## تیم ملی تیراندازی اندونزی
ابراهیم اینانلو در ۲۷ خرداد ۱۳۹۸ با قراردادی به عنوان سرمربی تیم ملی تیراندازی اندونزی منصوب شد و توانست نتایج درخشانی در همکاری با تیم ملی تیراندازی این کشور به دست آورد و حتی توانست تاریخ سازی نیز کند

## تاریخ سازی با اندونزی
در جریان مسابقات تیراندازی قهرمانی آسیا ۲۰۱۹ که در دوحه در حال برگزاری بود؛ یکی از نمایندگان تیراندازی اندونزی توانست سهمیه بازی‌های المپیک تابستانی ۲۰۲۰ توکیو را کسب کند، این سهمیه اولین کسب سهمیه المپیک تاریخ تیراندازی اندونزی بود و این افتخار با سرمربی گری ابراهیم اینانلو برای تیراندازی اندونزی بدست آمد.